# Danh sách tiểu hành tinh: 39001–40000
| Tên                                                  | Tên đầu tiên                                         | Ngày phát hiện                                       | Nơi phát hiện                                        | Người phát hiện                                      |                                                      |                                                      |                                                      |                                                      |                                                      |                                                      |                                                      |                                                      |                                                      |                                                      |                                                      |                                                      |                                                      |                                                      |                                                      |                                                      |                                                      |                                                      |                                                      |                                                      |                                                      |                                                      |                                                      |                                                      |                                                      |                                                      |                                                      |                                                      |                                                      |                                                      |                                                      |                                                      |                                                      |                                                      |                                                      |                                                      |                                                      |                                                      |                                                      |                                                      |                                                      |                                                      |                                                      |                                                      |                                                      |
| 39001–39100 Danh sách các tiểu hành tinh/39001–39100 | 39001–39100 Danh sách các tiểu hành tinh/39001–39100 | 39001–39100 Danh sách các tiểu hành tinh/39001–39100 | 39001–39100 Danh sách các tiểu hành tinh/39001–39100 | 39001–39100 Danh sách các tiểu hành tinh/39001–39100 | 39101–39200 Danh sách các tiểu hành tinh/39101–39200 | 39101–39200 Danh sách các tiểu hành tinh/39101–39200 | 39101–39200 Danh sách các tiểu hành tinh/39101–39200 | 39101–39200 Danh sách các tiểu hành tinh/39101–39200 | 39101–39200 Danh sách các tiểu hành tinh/39101–39200 | 39201–39300 Danh sách các tiểu hành tinh/39201–39300 | 39201–39300 Danh sách các tiểu hành tinh/39201–39300 | 39201–39300 Danh sách các tiểu hành tinh/39201–39300 | 39201–39300 Danh sách các tiểu hành tinh/39201–39300 | 39201–39300 Danh sách các tiểu hành tinh/39201–39300 | 39301–39400 Danh sách các tiểu hành tinh/39301–39400 | 39301–39400 Danh sách các tiểu hành tinh/39301–39400 | 39301–39400 Danh sách các tiểu hành tinh/39301–39400 | 39301–39400 Danh sách các tiểu hành tinh/39301–39400 | 39301–39400 Danh sách các tiểu hành tinh/39301–39400 | 39401–39500 Danh sách các tiểu hành tinh/39401–39500 | 39401–39500 Danh sách các tiểu hành tinh/39401–39500 | 39401–39500 Danh sách các tiểu hành tinh/39401–39500 | 39401–39500 Danh sách các tiểu hành tinh/39401–39500 | 39401–39500 Danh sách các tiểu hành tinh/39401–39500 | 39501–39600 Danh sách các tiểu hành tinh/39501–39600 | 39501–39600 Danh sách các tiểu hành tinh/39501–39600 | 39501–39600 Danh sách các tiểu hành tinh/39501–39600 | 39501–39600 Danh sách các tiểu hành tinh/39501–39600 | 39501–39600 Danh sách các tiểu hành tinh/39501–39600 | 39601–39700 Danh sách các tiểu hành tinh/39601–39700 | 39601–39700 Danh sách các tiểu hành tinh/39601–39700 | 39601–39700 Danh sách các tiểu hành tinh/39601–39700 | 39601–39700 Danh sách các tiểu hành tinh/39601–39700 | 39601–39700 Danh sách các tiểu hành tinh/39601–39700 | 39701–39800 Danh sách các tiểu hành tinh/39701–39800 | 39701–39800 Danh sách các tiểu hành tinh/39701–39800 | 39701–39800 Danh sách các tiểu hành tinh/39701–39800 | 39701–39800 Danh sách các tiểu hành tinh/39701–39800 | 39701–39800 Danh sách các tiểu hành tinh/39701–39800 | 39801–39900 Danh sách các tiểu hành tinh/39801–39900 | 39801–39900 Danh sách các tiểu hành tinh/39801–39900 | 39801–39900 Danh sách các tiểu hành tinh/39801–39900 | 39801–39900 Danh sách các tiểu hành tinh/39801–39900 | 39801–39900 Danh sách các tiểu hành tinh/39801–39900 | 39901–40000 Danh sách các tiểu hành tinh/39901–40000 | 39901–40000 Danh sách các tiểu hành tinh/39901–40000 | 39901–40000 Danh sách các tiểu hành tinh/39901–40000 | 39901–40000 Danh sách các tiểu hành tinh/39901–40000 | 39901–40000 Danh sách các tiểu hành tinh/39901–40000 |
| ---------------------------------------------------- | ---------------------------------------------------- | ---------------------------------------------------- | ---------------------------------------------------- | ---------------------------------------------------- | ---------------------------------------------------- | ---------------------------------------------------- | ---------------------------------------------------- | ---------------------------------------------------- | ---------------------------------------------------- | ---------------------------------------------------- | ---------------------------------------------------- | ---------------------------------------------------- | ---------------------------------------------------- | ---------------------------------------------------- | ---------------------------------------------------- | ---------------------------------------------------- | ---------------------------------------------------- | ---------------------------------------------------- | ---------------------------------------------------- | ---------------------------------------------------- | ---------------------------------------------------- | ---------------------------------------------------- | ---------------------------------------------------- | ---------------------------------------------------- | ---------------------------------------------------- | ---------------------------------------------------- | ---------------------------------------------------- | ---------------------------------------------------- | ---------------------------------------------------- | ---------------------------------------------------- | ---------------------------------------------------- | ---------------------------------------------------- | ---------------------------------------------------- | ---------------------------------------------------- | ---------------------------------------------------- | ---------------------------------------------------- | ---------------------------------------------------- | ---------------------------------------------------- | ---------------------------------------------------- | ---------------------------------------------------- | ---------------------------------------------------- | ---------------------------------------------------- | ---------------------------------------------------- | ---------------------------------------------------- | ---------------------------------------------------- | ---------------------------------------------------- | ---------------------------------------------------- | ---------------------------------------------------- | ---------------------------------------------------- |